# Laura Domínguez Arroyo
Laura Domínguez Arroyo (San Sebastián, 9 de enero de 1986) es una política española, procuradora en las Cortes de Castilla y León por Podemos.

## Biografía
Laura Domínguez es licenciada en Filosofía por la Universidad de Salamanca y especialista en enfoque de género por la Universidad de Burgos.
Tras haber militado en Izquierda Unida, comenzó su participación en Podemos, presentándose a las elecciones autonómicas de 2015 por la provincia de Burgos, en las que fue elegida procuradora. En 2016 fue nombrada secretaria de Organización de Podemos en Castilla y León.
En noviembre de 2018 fue reelegida para encabezar la lista de Podemos en Burgos para las elecciones autonómicas, renovando su cargo como procuradora.